# Az utolsó vacsora terme
Az utolsó vacsora terme vagy Cenákulum (latinul: cenaculum) egy nagyrészt 12–14. századi épület első emeletén található gótikus stílusú terem a jeruzsálemi Óváros falain kívül, a Sion-hegyen. A keresztény hagyomány szerint ezen a helyen fogyasztotta el Jézus Krisztus az utolsó vacsorát apostolaival. Az épület Izrael Állam tulajdonában van, a keresztény vallásgyakorlás kivételes alkalmaktól eltekintve nem megengedett. Az épület földszintjén található néhány kamra, melyeket a zsidók Dávid király sírjaként tisztelnek.

## Bibliai hagyomány

### Az utolsó vacsora terme
Az utolsó vacsora helyszínére vonatkozóan a szinoptikusok leírásaiban a következők találhatók:
A kovásztalan kenyerek első napján odamentek a tanítványok Jézushoz, és azt mondták: »Hol akarod, hogy elkészítsük neked a húsvéti vacsorát?« Ő azt felelte: »Menjetek el a városba ehhez és ehhez, és mondjátok meg neki: ‘A Mester üzeni: Az időm közel van, tanítványaimmal együtt nálad fogom megtartani a pászkát.’« A tanítványok úgy tettek, ahogy Jézus meghagyta nekik, és elkészítették a húsvéti vacsorát.
A kovásztalan kenyerek első napján pedig, mikor a húsvéti bárányt feláldozzák, tanítványai megkérdezték tőle: »Mit akarsz, hová menjünk előkészíteni, hogy megehesd a húsvéti vacsorát?« Akkor elküldött kettőt a tanítványai közül, ezekkel a szavakkal: »Menjetek a városba. Találkoztok ott egy emberrel, aki vizeskorsót visz. Kövessétek őt, és ahova bemegy, mondjátok a házigazdának, hogy a Mester kérdezi: ‘Hol van a szállásom, ahol a húsvéti bárányt tanítványaimmal elfogyaszthatom?’ Mutatni fog nektek egy nagy ebédlőt készen, megterítve. Ott készítsétek el nekünk.« Tanítványai elindultak és bementek a városba. Mindent úgy találtak, ahogy megmondta nekik, és elkészítették a húsvéti vacsorát.
Elérkezett a kovásztalan kenyerek napja, amelyen fel kellett áldozni a húsvéti bárányt. Jézus elküldte Pétert és Jánost: »Menjetek, készítsétek el nekünk a húsvéti bárányt, hogy elfogyaszthassuk!« Azok megkérdezték: »Hol akarod, hogy elkészítsük?« Azt felelte nekik: »Ha bementek a városba, találkoztok egy emberrel, aki vizeskorsót visz. Kövessétek őt abba a házba, ahova bemegy, és mondjátok meg a házigazdának: ‘A Mester ezt üzeni neked: hol van az a helyiség, ahol a húsvéti bárányt tanítványaimmal elkölthetem?’ Ő mutat majd nektek egy nagy, emeleti termet berendezve, ott készítsétek el.« Elmentek tehát, és úgy találtak mindent, ahogy mondta nekik, és elkészítették a húsvéti vacsorát.

### A pünkösdi események helyszíne
Az apostolok cselekedetei a pünkösdi események helyszínéről a következőképpen tudósít:
Ekkor visszatértek Jeruzsálembe a hegyről, amelyet Olajfák hegyének hívnak, s amely Jeruzsálem mellett egy szombatnapi járásra van. Amikor beértek, felmentek a felső terembe, ahol időzni szoktak: Péter és János, Jakab és András, Fülöp és Tamás, Bertalan és Máté, Jakab, Alfeus fia, és Simon, a buzgó, végül Júdás, Jakab testvére. Ezek mindnyájan állhatatosan, egy szívvel-lélekkel kitartottak az imádkozásban az asszonyokkal, valamint Máriával, Jézus anyjával és rokonaival együtt.
Lukács és Márk az utolsó vacsora termére az αναγαιον, anagaion szót használja, míg az Apostolok cselekedetei a pünkösdi események helyszínére a ύπερωιον, hyperōion szót használja; mindkettő „felső termet” jelent. Szent Jeromos a Vulgatában mindkettőt cenaculumnak fordította, ami az ókori lakóház emeleti részében lévő ebédlőt vagy lakószobát jelent.

## Történelem
Az utolsó vacsora pontos helye feledésbe merült, a jeruzsálemi hívek nem őrizték meg. A hagyomány sem azzal a felső teremmel nem azonosította, ahol az apostolok pünkösdig együtt voltak, sem Márk anyjának házával. 6. századi források az Eleona-templom barlangját, illetve a 11. századig a Getszemáni-kertben Jézus elárulásának helyszínén található barlangot is az utolsó vacsora helyszíneként tartották számon.

### Az épület eredete
A 7. századtól, Szent Szofroniosz jeruzsálemi pátriárka után vált általánossá az a hagyomány, hogy az utolsó vacsora helyszíne megegyezett a Szentlélek eljövetelének helyszínével, és ez a Sion-hegyen 392–493-ben épült Hagia Sion-templom helyén volt. Zarándokok beszámolói szerint ennek a templom délkeleti sarkán, annak diakonikonja felett helyezkedett el az utolsó vacsora terme. A templom maga korábbi épületre épült. A madabai térkép, egy 6. századi mozaiktérkép, amely Jeruzsálem legrégebbi fennmaradt térképi ábrázolása, két szentélyt ábrázol a Sion-hegyen: a nagyobbik minden bizonnyal a Hagia Sion-templom, a mellette álló kisebbik pedig a pünkösdi események helyszínének szentélye lehet, egy régi zsinagóga, melyet a térkép készítésekor keresztény szentélyként használtak. Itt őrizhették II. János jeruzsálemi püspök rendeletére Szent István vértanú ereklyéit. Joseph Pinkerfeld régészeti feltárása három padlóréteget talált a földszint alatt: a legrégebbit 70 utáni római építményként azonosította, és zsinagógaként valószínűsítette.
A Hagia Sion-templom a perzsák 614-es betörését még túlélte, de a 10–11. században lerombolták. A ma látható épületrészek – a feltételezett korai zsinagóga maradványait leszámítva – a keresztesek idejéből származnak. A keresztesek a 12. században az épületmaradványokat beépítették új Sion-hegyi Szűz Mária-templomukba, és ekkor emelhették a ma ismert emeleti termet.

### A ferencesek időszaka

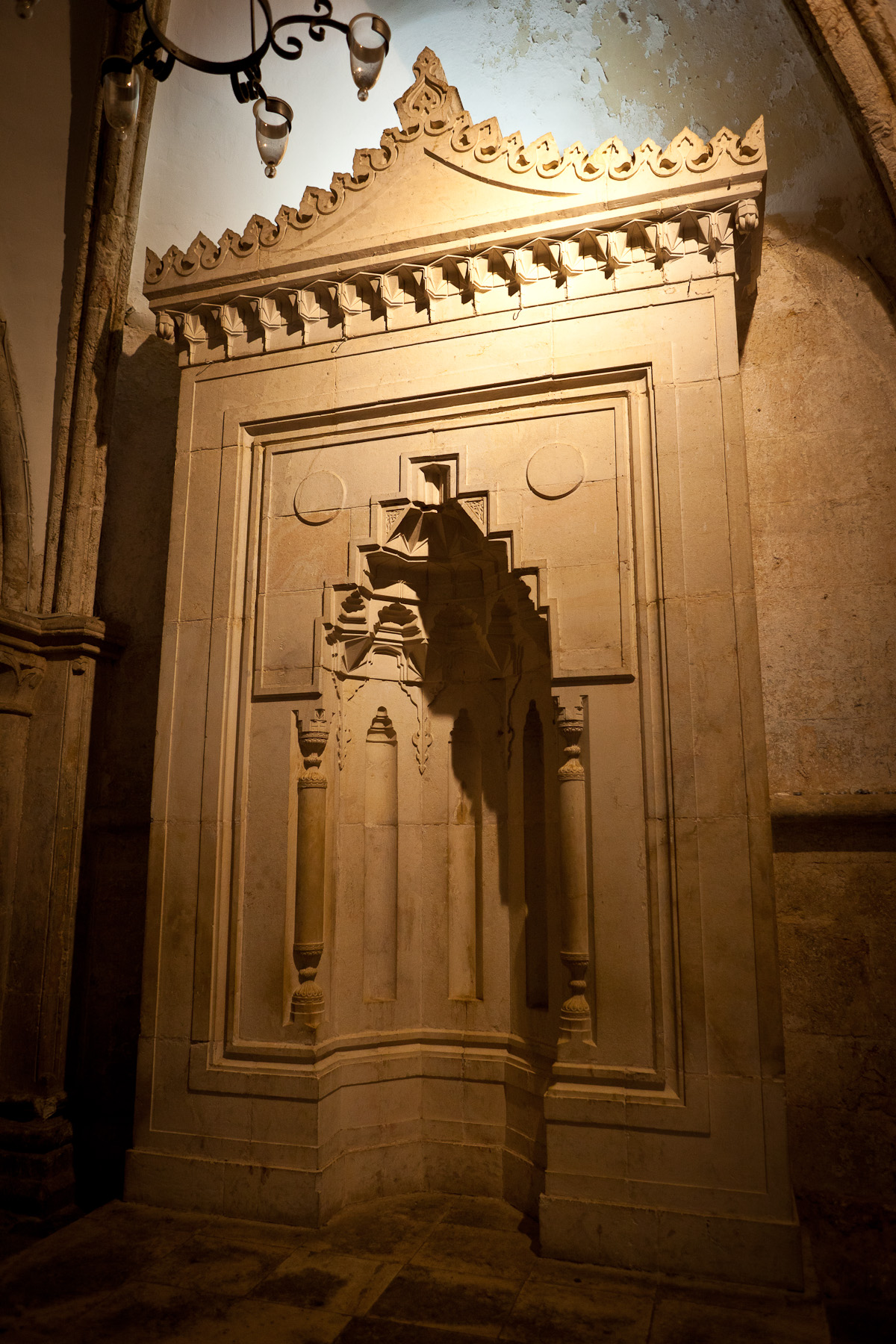
A mecset időszakából származó mihráb (imafülke)

Al-Muzaffar Bajbarsz egyiptomi szultán egy 1309-es rendelete engedélyezte a ferenceseknek, hogy letelepedjenek a Cenákulum mellett. 1333-ban Róbert nápolyi király és felesége, Aragóniai Sancia nápolyi királyné megkapta I. An-Nászir Muhammad egyiptomi szultántól az épületet, és rájuk bízta. Ezt 1342-ben VI. Kelemen pápa is megerősítette Gratias agimus kezdetű bullájával. Az épület középkorban így a Sion-hegyi ferences kolostor része lett. 1452-ben Az-Záhir Csakmak egyiptomi szultán elrendelte a ferencesek minden „új munkájának” lerombolását a szent helyeken, és Dávid király sírjának elvételét; utóbbit azonban 1462-re támogatók (főként III. Fülöp burgundi herceg) segítségével sikerült visszaszerezni.
Nagy Szulejmán már 1523-ban parancsot adott, hogy űzzék ki a ferenceseket a Cenákulumból, de ezt még a velencei követ támogatásával sikerült elhárítani. Egy 1551-ben kelt szultáni parancs értelmében aztán a végleg el kellett hagyják sion-hegyi kolostorukat. Az utolsó vacsora termét a törökök mecsetté alakították át, bár ezt később a keresztény nagyhatalmak követelésére visszavonták.

### A 16. század után
A 20. század második felében zsidó vallási iskola működött benne.
Az egyetlen ásatást ezen a helyen Joseph Pinkerfeld, az Izraeli Régészeti Osztály főfelügyelője végezte 1951-ben. Az épületet az izraeli kormány restauráltatta. A keresztény vallásgyakorlás a teremben nem engedélyezett. Ez alól egyedül II. János Pál pápa látogatása jelentett kivételt 2000-ben, aki szentmisét mutatott be, valamint 2014-ben Ferenc pápa is megkapta ezt a lehetőséget.